# Демонфокон, Фредерик
Фредерик Демонфокон (фр. Frédéric Alain Demontfaucon; род. 24 декабря 1973, Ле-Крёзо) — французский дзюдоист, чемпион и призёр чемпионатов Франции, призёр чемпионатов Европы, чемпион мира, бронзовый призёр летних Олимпийских игр 2000 года в Сиднее, участник трёх Олимпиад.

## Карьера
Выступал в средней (до 90 кг) и полутяжёлой (до 100 кг) весовых категориях. В 1994—2007 годах шесть раз становился чемпионом Франции, один раз серебряным и четырежды — бронзовым призёром чемпионатов страны. Бронзовый призёр (2001 и 2007 годы) континентальных чемпионатов. Чемпион мира 2001 года.
На летней Олимпиаде 2000 года в Сиднее победил одного за другим украинца Руслана Машуренко, пуэрториканца Карлоса Сантьяго и аргентинца Эдуардо Коста. Затем последовало поражение от бразильца Карлоса Онорато. В схватке за бронзовую медаль Демонфокон победил азербайджанца Расула Салимова.
На следующей Олимпиаде в Афинах Демонфокон последовательно победил мексиканца Хосе Голдшмидта и американца Брайана Олсона. В третьей схватке он уступил представителю Грузии Зурабу Звиадаури, а в утешительной серии — россиянину Хасанби Таову и выбыл из дальнейшей борьбы.
На летней Олимпиаде 2008 года в Пекине Демонфокон в первой же схватке проиграл израильтянину Ариэлю Зеэви и не смог принять участие в дальнейшей борьбе за медали.